# Томас Ікінс
Томас Ікінс (англ. Thomas Cowperthwaite Eakins; 25 липня 1844 — 25 червня 1916) — американський художник-реаліст, скульптор, викладач образотворчого мистецтва. Він визнаний одним із найважливіших художників в історії американського мистецтва.

## Біографія
Томас Ікінс народився у Філадельфії, де й працював та прожив майже усе своє життя. Згодом його сім'я переїхала до Пенсильванії. Там Ікінс закінчив Пенсельванську академію, а потім у 1866—1870 роках удосконалював свою майстерність у Європі, переважно в Парижі під керівництвом Жан-Леона Жерома. З 1876 року викладав у своїй рідній академії, в 1882 році став її директором. Однак протягом тривалої викладацької кар'єри у Ікінса виникали непорозуміння з опікунською радою Академії через те, що Ікінс концентрувався на вивченні і зображенні оголеної натури і проявляв не співзвучне епосі вільнодумство (студенти Ікінса позували один одному в оголеному вигляді). У 1886 році Ікінса був звільнений за те, що в класі, де займалися не тільки студенти, а й студентки, поставив чоловіка-натурника в повністю оголеному вигляді, без фігового листка. Заняття Ікінса продовжилися в Філадельфійської Лізі студентів, які вивчають мистецтво (Philadelphia's Art Students League).
У живописі Ікінса та його фотографіях оголене і напівоголене тіло (найчастіше чоловіче) займає визначне місце. Йому належить безліч зображень спортсменів, особливо веслярів і борців. Особливий інтерес Ікінса викликала передача рухів людського тіла, з чим частково пов'язане його захоплення фотографією; багатьом відомим картинам Ікінс (в тому числі «Аркадії» 1883 рік) передували фотографічні «етюди».
Серед найважливіших робіт Ікинс — портрети в багатофігурних оточенні, в тому числі знаменита «Клініка Гросса» (1875), що зображає відомого філадельфійського хірурга Семюела Гросса, керівного операцією з видалення частини кістки зі стегна пацієнта, перед заповненим студентами амфітеатром медичної академії . Героїчна фігура доктора Гросса прочитується як гімн досягненням людської думки. Ця картина, одна з найбільш великоформатних робіт художника (244х198 см), викликала не надто теплий почуття в сучасників, шокованих зображенням на картині хірургічної процедури, і була продана всього за 200 доларів. Але у 2006 році, коли картина була знову виставлена на продаж і її захотіла придбати Національна галерея мистецтв у Вашингтоні, у Філадельфії був оголошений збір коштів для того, щоб зберегти «Клініку Гросса» в рідному місті Ікінса; були зібрані 30 мільйонів доларів, що дозволили Філадельфійському музею мистецтв і Пенсильванськії Академії витончених мистецтв придбати картину в спільне володіння за загальну суму 68 мільйонів доларів.
Також Ікінс намалював ряд значних портретів, в тому числі портрет Уолта Уїтмена (1887—1888), який поет вважав найкращим.
Серед відомих учнів художника — Вільям Кендалл і Еліс Кент Стоддард.